# جائزة إيطاليا الكبرى للدراجات النارية 1998
جائزة إيطاليا الكبرى للدراجات النارية 1998 هو سباق دراجات نارية أقيم بتاريخ 15 مايو 1998 في حلبة موجيلو. كان الجولة الرابعة من أصل 14 في سباق الجائزة الكبرى للدراجات النارية موسم 1998. فاز الأسترالي ميك دوهان بفئة 500 سي سي بينما جاء الإيطالي ماكس بياجي في المركز الثاني.

## وصلات خارجية
- الموقع الرسمي